# 認定こども園ひらぎし幼稚園
認定こども園 ひらぎし幼稚園（にんていこどもえんひらぎしようちえん）は、北海道札幌市豊平区平岸3条12丁目にある幼保連携型認定こども園。設置者は学校法人室橋学園。

## 沿革
- 1966年（昭和41年）法人設置
- 1967年（昭和42年）開園
- 1979年（昭和54年）新園舎落成
- 2011年（平成23年）耐震化工事完了
- 2020年（令和2年）新園舎落成　4月1日　幼保連携型　認定こども園　ひらぎし幼稚園　開園

## 教育目標
明るく,元気な子（体）思いやりのある、優しい子（徳）物事をよく考え、興味、関心を高める子（知）の育成

## 交通
札幌市営地下鉄南北線南平岸駅徒歩5分